# Интернат св. Владимира (Иту)
Интернат святого князя Владимира для русских мальчиков в городе Иту, Бразилия — учебное и воспитательное заведение Русского апостолата в зарубежье, посвященное святому крестителю Руси князю Владимиру, основано миссий иезуитов для детей русских эмигрантов, эвакуированных из Апостольского экзархата Харбина в Китае. В основе своей это были дети, прежде учившиеся в Лицее св. Николая в Харбине, позже к ним присоединились дети из других семей русских Ди Пи, прибывших в страну после Второй мировой войны.

## История
Основан в 1949 году по первоначальному адресу: ул. Морейра де Коста, 495, в районе Ипиранга Сан-Паулу.
15 марта 1954 года получил собственное помещение за счет строений католического прихода «Бом Жезус» в муниципалитете Иту

Этот день я хорошо помню… на станции «Жулио Престес» сорокабанской железной дороги в Сан-Паулу, можно было наблюдать несколько десятков мальчиков в возрасте от 7 до 14 лет, сопровождаемых родителями, родственниками и знакомыми, ожидающих поезда и говорящих на русском языке. Группу возглавлял отец Филипп де Режис, основатель интерната. Когда поезд был подан, все расселись и поехали в город Иту, куда и прибыли в 1 час дня. На станции Иту вся наша большая группа высадилась… Вся наша добрая сотня людей, поднимаясь по спокойным и чисто убранным улицам маленького города Иту… Когда мы пришли, на столах уже был накрыт праздничный обед, на котором, кроме нас, присутствовали три католических священника, руководители церкви «Бом Жезус», падре Виктор, падре Забала и падре Лопез. — Обед был приготовлен… женой нашего воспитателя, с помощью некоего повара, оригинального человека, которого мы дети впоследствии звали: «Три волосика — два зуба»; эта живописная фигура в нашей жизни тесно связана с жизнью в Иту… Население города Иту скоро узнало о нас и сочувствовало нам, детям беженцев. Не раз нам присылали продукты питания, а также одежду и обувь. Кинозалы… по воскресеньям и праздникам в дневные сеансы пускали нас бесплатно. На знаменитой «площадке», находившейся в пяти минутах от интерната, проводились рекреативные и спортивные игры. Особенно мы увлекались игрой «Казаки-разбойники» и футболом. Конечно, в футболе, при состязаниях с бразильскими детьми, наши хлопцы всегда проигрывали, несмотря, что у нас были такие быстрые нападающие…
Дети получали образование в местной общеобразовательной школе, специально в Интернате для них были организованы уроки по русскому языку, литературе и истории, проводились богослужения на церковно-славянском языке.

## Воспитатели
Первыми руководителями Интерната стали супруги Иван Антонович и Ольга Леонтьевна Зубаревы.
- Филипп де Режис sj[2]
- Буржуа, Шарль Василий sj
- Пупинис, Викентий Иосифович sj
- Вилькок, Феодор sj

священники Маркел sj, Маврикий sj, Николай sj, Мануил sj, Владимир sj, Алексей Флориди sj.